# 런런왕
런런왕(人人网)은 중국의 소셜 네트워킹 서비스 (SNS)이다.